# هو واي لون
هو واي لون (بالإنجليزية: Ho Wai Loon)‏ هو لاعب كرة قدم سنغافوري في مركز الدفاع، ولد في 20 أغسطس 1993 في سنغافورة. شارك مع منتخب سنغافورة تحت 23 سنة لكرة القدم. أما مع النوادي، فقد لعب مع باليستيير خالسا.

## وصلات خارجية
- هو واي لون على موقع قاعدة بيانات كرة القدم.إي يو (الإنجليزية)
- هو واي لون على موقع ناشيونال فوتبول تيمز (الإنجليزية)
- هو واي لون على موقع Soccerway.com (الإنجليزية)
- هو واي لون على موقع عالم كرة القدم.نت (الإنجليزية)